# استپان مناتساکانیان
استپان لوونی مناتساکانیان (Ստեփան Լևոնի Մնացականյան؛ زادهٔ ۱ ژوئیهٔ ۱۹۵۷) یک سیاستمدار، و اهل ارمنستان است که از تاریخ ۱۹۹۸ تا تاریخ ۲۰۰۰ در دولت آرمن داربینیان سمت رئیس اداره آمار ارمنستان را برعهده داشت.

## زندگی‌نامه
در ۱ ژوئیهٔ ۱۹۵۷ در ایروان به دنیا آمد و از دانشگاه دولتی علم اقتصاد ارمنستان فارغ‌التحصیل شد. وی همچنین برنده نشان آنانیا شیراکاتسی شده‌است.